# Honda NSR 500
 (octobre 2018).
Si vous disposez d'ouvrages ou d'articles de référence ou si vous connaissez des sites web de qualité traitant du thème abordé ici, merci de compléter l'article en donnant les références utiles à sa vérifiabilité et en les liant à la section « Notes et références ».

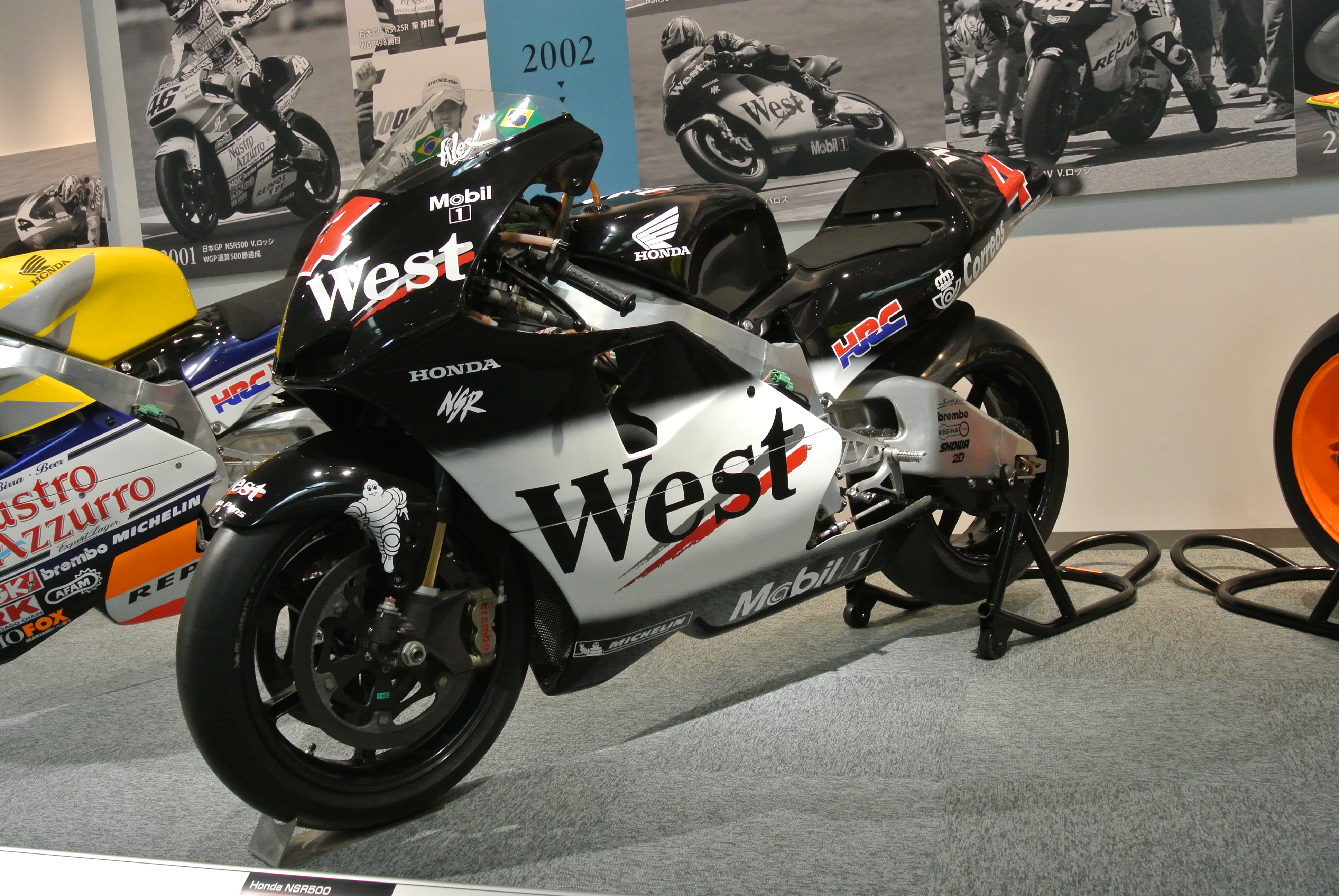
Une Honda NSR 500 2T de 2002

La Honda NSR 500 est un prototype de moto de compétition à moteur 2 temps du constructeur japonais Honda, conçu pour les épreuves de Grand Prix moto. Elle a été créée par le HRC et a commencé sa carrière en 1984 en catégorie 500 cm3. Honda a remporté dix championnats du monde 500 cm3 avec la NSR500 de 1984 à 2002 et six entre 1994 et 1999. Avec plus de 100 victoires à son actif.

## 1984-1987
Conçu pour succéder à la première moto Grand Prix deux-temps de Honda, la NS500 (3 cylindres 2 temps), la NSR500 a fait ses débuts en 1984 pour la catégorie 500 cm3 du Grand Prix moto. S'appuyant sur les enseignements tirés de son prédécesseur à trois cylindres, le nouveau V4 utilisait un seul vilebrequin, le rendant ainsi plus léger et compact que ses adversaires à double vilebrequin. Bien que tourmenté par une technologie de châssis peu orthodoxe lors de sa première saison, la NSR500 a évolué pour remporter le deuxième titre du GP 500 en 1985. L'ouverture de l'angle en V à 112 degrés en 1987 laissait la place à un quartet de carburateurs Keihin de 36 mm pour être alimenté davantage en gaz frais. Le nouvel agencement permet également au moteur de se remplir plus efficacement grâce à ses quatre pots de détente entrelacés. À la fin de l’année, Honda remportait un troisième Championnat du Monde 500 avec l’Australien Wayne Gardner.

## 1988-1989
Entièrement repensé pour 1988, la NSR500 dispose d’un châssis en aluminium à deux longerons plus rigide et de divers changements de moteur. Les modifications apportées à la moto de 1988 la rendaient quelque peu problématique pour les coureurs, surtout pendant la première moitié de la saison. Wayne Gardner a eu de la difficulté à défendre son titre de champion du monde en 1987. Même s'il a finalement surmonté les problèmes et remporté trois courses consécutives à la mi-saison (TT néerlandais, Belgique et Yougoslavie), il n'a pu terminer que deuxième dans le championnat derrière la Yamaha d'Eddie Lawson. La principale plainte au sujet de la NSR500 de 1988 était que le moteur, certes le plus puissant de la catégorie 500 cm3, était très pointu et devait monter très haut en régime pour se trouver dans la plage de puissance. De plus, la géométrie de la suspension de la moto n’était pas aussi bonne qu’en 1987 et elle était nettement plus difficile à manier dans les virages que la rivale Yamaha YZR500 et la nouvelle RGV500 de Suzuki. Alors que l’avantage en puissance des moteurs était visible sur les pistes les plus rapides telles que Suzuka, Assen, Spa et Paul Ricard, sur les pistes plus serrées telles que Jarama et Jerez, il n’a pas été à la hauteur en raison de sa tenue de route.
D'autres améliorations ont permis à la NSR500 de 1989 d'augmenter à 165 chevaux (123 kW) à 12 000 tr/min, ce qui double sensiblement le rendement de la Honda RC181 Grand Prix de 1966 à quatre temps. Capables de dépasser les 310 km/h, les NSR 500 de 1989 avaient une vitesse de pointe et une accélération supérieures à ses adversaires. Pour contenir cette puissance, le châssis en aluminium plus rigide à double longeron utilisait un bras oscillant incurvé du type banane pour permettre de contenir les pots de détentes plus volumineux. Le résultat obtenu était un ensemble sans concession, mais efficace, qui a valu à Honda un quatrième titre de champion du monde 500 cm3 en 1989, grâce à Eddie Lawson, qui avait rejoint l'équipe Rothmans aux côtés de Gardner et du jeune Australien Mick Doohan.

## 1990-1998
Bien que le V-4 de 499 cm3 puisse produire plus de 200 chevaux (150 kW), le développement du châssis, une gestion de moteur sophistiquée et un australien nommé Mick Doohan ont fait de la NSR500 une légende dans les années 1990. Des essais approfondis menés en 1991 ont abouti à un nouveau châssis en aluminium inspiré de la moto d’endurance RVF750. En 1992, Honda a dévoilé une idée révolutionnaire avec un V4 conçu pour allumer les quatre cylindres en une rotation de vilebrequin de 65 à 70 degrés - le moteur dit "Big Bang". Outre un arbre d'équilibrage qui neutralisait les effets gyroscopiques du moteur à vilebrequin unique, la NSR500 de 1992 était une percée. Mettant l'accent sur l'accélération plutôt que sur la vitesse de pointe, Doohan a utilisé ce moteur pour remporter cinq des sept premières épreuves du Grand Prix 500 de 1992. Bien qu'une sérieuse fracture à la jambe ait refusé la candidature de Doohan au Championnat du monde de 1992, il ne serait pas refusé longtemps. À partir de 1994, Doohan et la NSR500 ont remporté cinq championnats du monde consécutifs de 500 cm3. Gagnant de 12 courses sur 15 en 1997, il a battu le record de victoires pour une saison établi en 1972. En combinant 54 victoires totales en Grand Prix, aucun homme ni aucune machine de l’histoire moderne n’avait dominé de manière aussi complète le Championnat du Monde 500. À partir de 1997 environ, le NSR500 comportait à nouveau l’ancien moteur «Screamer» et Mick Doohan préférait la puissance plus élevée de ce modèle, bien qu’il soit beaucoup plus difficile à exploiter.

## 1999-2002

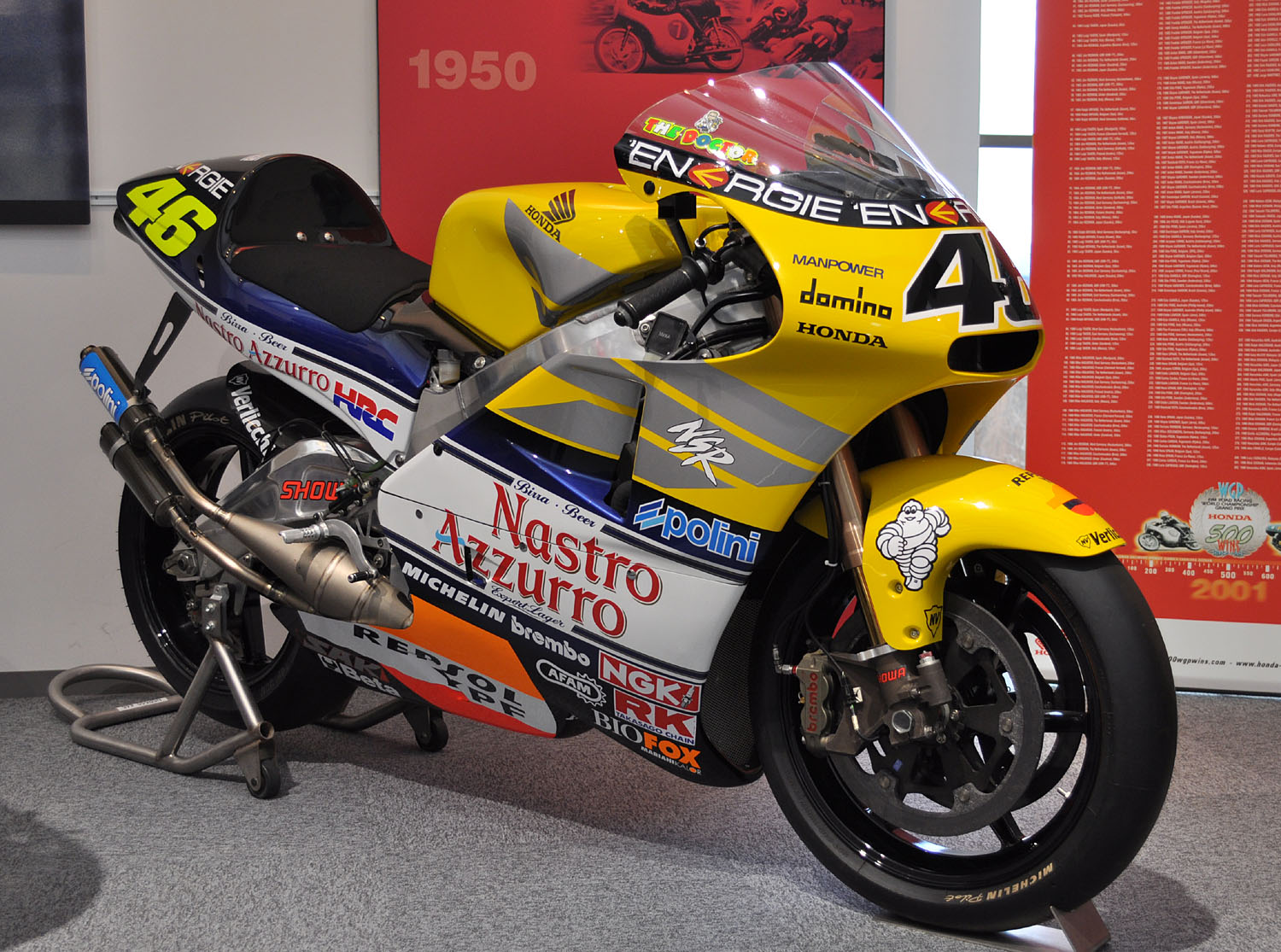
Honda NSR500 de 2001

Le développement constant et la sophistication sans cesse croissante ont accentué l’avantage de la NSR500, remportant deux autres Championnats du Monde, avec Àlex Crivillé en 1999 et à nouveau avec Valentino Rossi en 2001.
2002 est une année virage pour la catégorie reine. Elle voit l'intitulé de la classe changé en MotoGP, la participation limitée aux prototypes et la possibilité de courir avec des moteurs quatre temps de 990 cm3 et quatre cylindres signant, de ce fait, la fin des 500 cm3 à moteur deux temps. Face à cette nouvelle réglementation, Honda lance la RC211V aux côtés de sa NSR500. D'une puissance au litre bien moindre mais avec quasiment le double de cylindrée, la RC211V et les motos quatre temps des autres constructeurs se mettent à dominer la catégorie puis le 2 temps est finalement banni. Cependant, malgré cette nouvelle réglementation avantageant très largement les 4 temps, la NSR500 monta sur le podium à plusieurs reprises durant l'année 2002.

## Victoire de championnat
Championnat des pilotes remportés avec la NSR500:
- 1985 Freddie Spencer
- 1987 Wayne Gardner
- 1989 Eddie Lawson
- 1994 Mick Doohan
- 1995 Mick Doohan
- 1996 Mick Doohan
- 1997 Mick Doohan
- 1998 Mick Doohan
- 1999 Àlex Crivillé
- 2001 Valentino Rossi